# ニコ・マーリー
ニコ・マーリー（Nico Muhly、1981年8月26日 - ）は、アメリカ合衆国の作曲家、ピアニスト。
アメリカ・バーモント州に生まれる。コロンビア大学でイギリス文学を学び、ジュリアード音楽院の修士課程を首席で修了する。
ビョークの『メダラ』『拘束のドローイング9』『ヴォルタ』や、アントニー・アンド・ザ・ジョンソンズ、フィリップ・グラス、ルー・リード、サム・アミドン、ルーファス・ウェインライト等、ジャンルを問わない様々なミュージシャンとのコラボレーションで知られる。現在はニューヨークを拠点に、映画・劇中音楽だけにとどまらず幅広い活動をしている。

## ディスコグラフィ

### スタジオ・アルバム
- Speaks Volumes (2006年、Bedroom Community) ※アイスランドのレーベル。創立者のヴァルゲイル・シグルズソンがプロデュース
- Mothertongue (2008年、Bedroom Community/Brassland ※北米のみ)
- I Drink the Air Before Me (2010年、Bedroom Community/Decca/Universal Classics) ※オリジナル・ダンス・スコア
- 『ドローンズ』 - Drones (2012年、Bedroom Community) ※3枚のEPをコンピレーション
- Glass: In the Summer House - Mad Rush / Nico Muhly: Four Studies - Honest Music (2016年、Harmonia Mundi USA) ※with Angela Chun & Jennifer Chun
- Keep In Touch (2016年、Bedroom Community) ※with Nadia Sirota
- Confessions (2016年、Nonesuch) ※with Teitur
- 『プラネタリウム』 - Planetarium (2017年、4AD) ※with ブライス・デスナー、ジェームス・マカリスター、スフィアン・スティーヴンス
- Peter Pears: Balinese Ceremonial Music (2018年、Nonesuch) ※with Thomas Bartlett
- 『ミューリー&グラス: ヴァイオリン作品集』 - First Light (2021年、PentaTone) ※with ペッカ・クーシスト、ノルウェー室内管弦楽団
- 『ギフト・オブ・ファイア』 - Gift Of Fire (2021年、Bedroom Community) ※『映画 太陽の子』オリジナル・サウンドトラック with Nadia Sirota

## フィルモグラフィ

### 映画
- 『ジョシュア 悪を呼ぶ少年』 - Joshua (2008年)
- 『愛を読むひと』 - The Reader (2008年)
- 『キル・ユア・ダーリン』 - Kill Your Darlings (2013年)
- 『ぼくとアールと彼女のさよなら』 - Me and Earl and the Dying Girl (2015年)
- 『パーティで女の子に話しかけるには』 - How to Talk to Girls at Parties (2017年)
- 『いろとりどりの親子』 - Far From The Tree (2017年)
- 『かもめ』 - The Seagull (2018年)
- 『ワース 命の値段』 - Worth (2020年)
- 『ザ・ヒューマンズ』 - The Humans (2021年)

### テレビドラマ
- 『太陽の子』（2020年、NHK総合・NHK BS4K・NHK BS8K）
- 『パチンコ - Pachinko』 - Pachinko Season 1 (2022年)